# 张伯秋

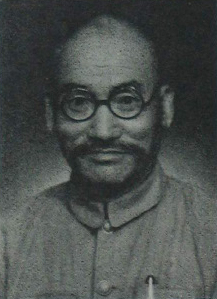
張伯秋近照

张伯秋（1890年—1964年），山东沂水人，中华人民共和国政治人物。
担任山东省高级人民法院院长。1954年，当选第一届全国人民代表大会代表。